# Łukasz Kubot
Łukasz Kubot (Boleslawiec, 16 de mayo de 1982) es un tenista profesional polaco. Actualmente es el segundo mejor tenista de Polonia en el ranking de la ATP y una de las cartas principales en el equipo polaco de Copa Davis. Sus mejores posiciones en el ranking fueron N.º 41 en individuales y n.º 1 en dobles, modalidad en la que alcanzó dos finales de torneos ATP. En su carrera lleva ganados más de 500.000 dólares en premios.
Su mejor actuación en un torneo fue en Belgrado, en 2009, cuando tras haber entrado en el cuadro como perdedor afortunado (lucky loser) alcanzó la final del torneo, convirtiéndose en el primer polaco en 25 años en alcanzar una final de un torneo ATP tras la final de Wojtek Fibak en el Torneo de Basilea en 1983. En la final fue derrotado ajustadamente en dos sets por el n.º 3 del mundo, Novak Djokovic.
Realizó un espectacular Wimbledon 2013 eliminando a Ígor Andréiev, Steve Darcis (retirada), Benoît Paire y Adrian Mannarino, llegando hasta cuartos de final, donde cayó ante su compatriota Jerzy Janowicz en tres sets.

## Torneos de Grand Slam

### Dobles

#### Títulos (2)
| Año  | Torneo               | Pareja           | Oponentes en la final      | Resultado                    |
| 2014 | Abierto de Australia | Robert Lindstedt | Eric Butorac Raven Klaasen | 6-3, 6-3                     |
| 2017 | Wimbledon            | Marcelo Melo     | Oliver Marach Mate Pavić   | 5-7, 7-5, 7-6(2), 3-6, 13-11 |

#### Finalista (1)
| Año  | Torneo             | Pareja       | Oponentes en la final | Resultado |
| 2018 | Abierto de EE. UU. | Marcelo Melo | Mike Bryan Jack Sock  | 3-6, 1-6  |

## Títulos ATP (27; 0+27)

### Individual (0)
| Leyenda                       |
| Grand Slam (0)                |
| ATP Wourld Tour Final (0)     |
| ATP Masters 1000 (0)          |
| ATP World Tour 500 series (0) |
| ATP World Tour 250 series (0) |

#### Finalista (2)
| N.º | Fecha                 | Torneo          | Superficie    | Oponente en la final | Resultado   |
| --- | --------------------- | --------------- | ------------- | -------------------- | ----------- |
| 1.  | 4 de mayo de 2009     | Belgrado        | Tierra batida | Novak Djokovic       | 3-6, 6-7(0) |
| 2.  | 14 de febrero de 2010 | Costa do Sauipe | Tierra batida | Juan Carlos Ferrero  | 1-6, 0-6    |

### Dobles (27)
| Leyenda                        |
| Grand Slam (2)                 |
| ATP Wourld Tour Final (0)      |
| ATP Masters 1000 (4)           |
| ATP World Tour 500 series (9)  |
| ATP World Tour 250 series (12) |

| N.º | Fecha                    | Torneo               | Superficie    | Pareja                 | Oponentes en la final                | Resultado                    |
| --- | ------------------------ | -------------------- | ------------- | ---------------------- | ------------------------------------ | ---------------------------- |
| 1.  | 6 de abril de 2009       | Casablanca           | Tierra batida | Oliver Marach          | Simon Aspelin Paul Hanley            | 7-6(4), 3-6, [10-7]          |
| 2.  | 4 de mayo de 2009        | Belgrado             | Tierra batida | Oliver Marach          | Johan Brunstrom Jean-Julien Rojer    | 6-2, 7-6(3)                  |
| 3.  | 26 de octubre de 2009    | Viena                | Dura (i)      | Oliver Marach          | Julian Knowle Jürgen Melzer          | 6-2, 4-6, [11-9]             |
| 4.  | 7 de febrero de 2010     | Santiago             | Tierra batida | Oliver Marach          | Potito Starace Horacio Zeballos      | 6-4, 6-0                     |
| 5.  | 22 de febrero de 2010    | Acapulco             | Tierra batida | Oliver Marach          | Fabio Fognini Potito Starace         | 6-0, 6-0                     |
| 6.  | 25 de septiembre de 2010 | Bucarest             | Tierra batida | Juan Ignacio Chela     | Marcel Granollers Santiago Ventura   | 6-2, 5-7, [13-11]            |
| 7.  | 15 de julio de 2012      | Stuttgart            | Tierra batida | Jérémy Chardy          | Michal Mertinak Andre Sa             | 6-1, 6-3                     |
| 8.  | 2 de marzo de 2013       | Acapulco             | Tierra batida | David Marrero          | Simone Bolelli Fabio Fognini         | 7-5, 6-2                     |
| 9.  | 25 de enero de 2014      | Abierto de Australia | Dura          | Robert Lindstedt       | Eric Butorac Raven Klaasen           | 6-3, 6-3                     |
| 10. | 13 de junio de 2015      | 's-Hertogenbosch     | Hierba        | Ivo Karlović           | Pierre-Hugues Herbert Nicolas Mahut  | 6-2, 7-6(9)                  |
| 11. | 26 de julio de 2015      | Bastad               | Tierra batida | Jérémy Chardy          | Juan Sebastián Cabal Robert Farah    | 6-7(6), 6-3, [10-8]          |
| 12. | 27 de septiembre de 2015 | Metz                 | Dura (i)      | Édouard Roger-Vasselin | Pierre-Hugues Herbert Nicolas Mahut  | 2-6, 6-3, [10-7]             |
| 13. | 25 de octubre de 2015    | Viena                | Dura (i)      | Marcelo Melo           | Jamie Murray John Peers              | 4-6, 7-6(3), [10-6]          |
| 14. | 30 de octubre de 2016    | Viena                | Dura (i)      | Marcelo Melo           | Oliver Marach Fabrice Martin         | 4-6, 6-3, [13-11]            |
| 15. | 1 de abril de 2017       | Miami                | Dura          | Marcelo Melo           | Nicholas Monroe Jack Sock            | 7-5, 6-3                     |
| 16. | 14 de mayo de 2017       | Madrid               | Tierra batida | Marcelo Melo           | Nicolas Mahut Édouard Roger-Vasselin | 7-5, 6-3                     |
| 17. | 17 de junio de 2017      | 's-Hertogenbosch     | Hierba        | Marcelo Melo           | Rajeev Ram Raven Klaasen             | 6-3, 6-4                     |
| 18. | 25 de junio de 2017      | Halle                | Hierba        | Marcelo Melo           | Alexander Zverev Mischa Zverev       | 5-7, 6-3, [10-8]             |
| 19. | 15 de julio de 2017      | Wimbledon            | Hierba        | Marcelo Melo           | Oliver Marach Mate Pavić             | 5-7, 7-5, 7-6(2), 3-6, 13-11 |
| 20. | 5 de noviembre de 2017   | París                | Dura (i)      | Marcelo Melo           | Ivan Dodig Marcel Granollers         | 7-6(3), 3-6, [10-6]          |
| 21. | 12 de enero de 2018      | Sídney               | Dura          | Marcelo Melo           | Jan-Lennard Struff Viktor Troicki    | 6-3, 6-4                     |
| 22. | 24 de junio de 2018      | Halle                | Hierba        | Marcelo Melo           | Alexander Zverev Mischa Zverev       | 7-6(1), 6-4                  |
| 23. | 7 de octubre de 2018     | Pekín                | Dura          | Marcelo Melo           | Oliver Marach Mate Pavić             | 6-1, 6-4                     |
| 24. | 14 de octubre de 2018    | Shanghái             | Dura          | Marcelo Melo           | Jamie Murray Bruno Soares            | 6-4, 6-2                     |
| 25. | 23 de agosto de 2019     | Winston-Salem        | Dura          | Marcelo Melo           | Tennys Sandgren Nicholas Monroe      | 6-7(6), 6-1, [10-3]          |
| 26. | 29 de febrero de 2020    | Acapulco             | Dura          | Marcelo Melo           | Juan Sebastián Cabal Robert Farah    | 7-6(6), 6-7(4), [11-9]       |
| 27. | 1 de noviembre de 2020   | Viena                | Dura (i)      | Marcelo Melo           | Jamie Murray Neal Skupski            | 7-6(5), 7-5                  |

#### Finalista (19)
| N.º | Fecha                   | Torneo                | Superficie    | Pareja           | Oponentes en la final                 | Resultado           |
| --- | ----------------------- | --------------------- | ------------- | ---------------- | ------------------------------------- | ------------------- |
| 1.  | 23 de abril de 2007     | Casablanca            | Tierra batida | Oliver Marach    | Jordan Kerr David Škoch               | 6-7(4), 6-1, [4-10] |
| 2.  | 22 de octubre de 2007   | Lyon                  | Tierra batida | Lovro Zovko      | Sébastien Grosjean Jo-Wilfried Tsonga | 4-6, 3-6            |
| 3.  | 23 de febrero de 2009   | Acapulco              | Tierra batida | Lovro Zovko      | Frantisek Cermak Michal Mertinak      | 6-4, 4-6 [7-10]     |
| 4.  | 14 de febrero de 2010   | Costa do Sauipe       | Tierra batida | Oliver Marach    | Pablo Cuevas Marcel Granollers        | 5-7, 4-6            |
| 5.  | 5 de febrero de 2011    | Santiago              | Tierra batida | Oliver Marach    | Marcelo Melo Bruno Soares             | 3-6, 6-7(3)         |
| 6.  | 27 de abril de 2012     | Bucarest              | Tierra batida | Jérémy Chardy    | Robert Lindstedt Horia Tecău          | 6-7(2), 3-6         |
| 7.  | 20 de mayo de 2012      | Roma                  | Tierra batida | Janko Tipsarević | Marcel Granollers Marc López          | 3-6, 2-6            |
| 8.  | 19 de junio de 2016     | Halle                 | Hierba        | Alexander Peya   | Raven Klaasen Rajeev Ram              | 6-7(5), 2-6         |
| 9.  | 24 de julio de 2016     | Washington            | Dura          | Alexander Peya   | Daniel Nestor Édouard Roger-Vasselin  | 6-7(3), 6-7(4)      |
| 10. | 18 de marzo de 2017     | Indian Wells          | Dura          | Marcelo Melo     | Raven Klaasen Rajeev Ram              | 7-6(1), 4-6, [8-10] |
| 11. | 6 de agosto de 2017     | Washington            | Dura          | Marcelo Melo     | Henri Kontinen John Peers             | 6-7(5), 4-6         |
| 12. | 15 de octubre de 2017   | Shanghái              | Dura          | Marcelo Melo     | Henri Kontinen John Peers             | 4-6, 2-6            |
| 13. | 19 de noviembre de 2017 | ATP World Tour Finals | Dura (i)      | Marcelo Melo     | Henri Kontinen John Peers             | 4-6, 2-6            |
| 14. | 7 de septiembre de 2018 | Abierto de EE. UU.    | Dura          | Marcelo Melo     | Mike Bryan Jack Sock                  | 3-6, 1-6            |
| 15. | 16 de marzo de 2019     | Indian Wells          | Dura          | Marcelo Melo     | Nikola Mektić Horacio Zeballos        | 6-4, 4-6, [3-10]    |
| 16. | 23 de junio de 2019     | Halle                 | Hierba        | Marcelo Melo     | Raven Klaasen Michael Venus           | 6-4, 3-6, [4-10]    |
| 17. | 6 de octubre de 2019    | Pekín                 | Dura          | Marcelo Melo     | Ivan Dodig Filip Polášek              | 3-6, 6-7(4)         |
| 18. | 13 de octubre de 2019   | Shanghái              | Dura          | Marcelo Melo     | Mate Pavić Bruno Soares               | 4-6, 2-6            |
| 19. | 18 de octubre de 2020   | Colonia I             | Dura (i)      | Marcelo Melo     | Pierre-Hugues Herbert Nicolas Mahut   | 4-6, 4-6            |

### Clasificación en torneos de Grand Slam
| Torneo          | 2014 | 2013 | 2012 | 2011 | 2010 | 2009 | 2006 |
| --------------- | ---- | ---- | ---- | ---- | ---- | ---- | ---- |
| Australian Open | 1r   | 1r   | 1r   | 2r   | 4r   | -    | -    |
| Roland Garros   |      | 2r   | 3r   | 3r   | 1r   | 1r   | -    |
| Wimbledon       |      | CF   | 2r   | 4r   | 2r   | -    | -    |
| US Open         |      | 1r   | 1r   | -    | 1r   | -    | 3r   |

### Challengers singles (2)
| N.º | Fecha                   | Torneo      | Superficie    | Oponente en la final | Resultado |
| --- | ----------------------- | ----------- | ------------- | -------------------- | --------- |
| 1.  | 5 de septiembre de 2005 | Donetsk     | Dura          | Alexander Peya       | 6-4, 6-2  |
| 1.  | 14 de julio de 2008     | Oberstaufen | Tierra batida | Juan Pablo Brzezicki | 6-3, 6-4  |